# Паранджа

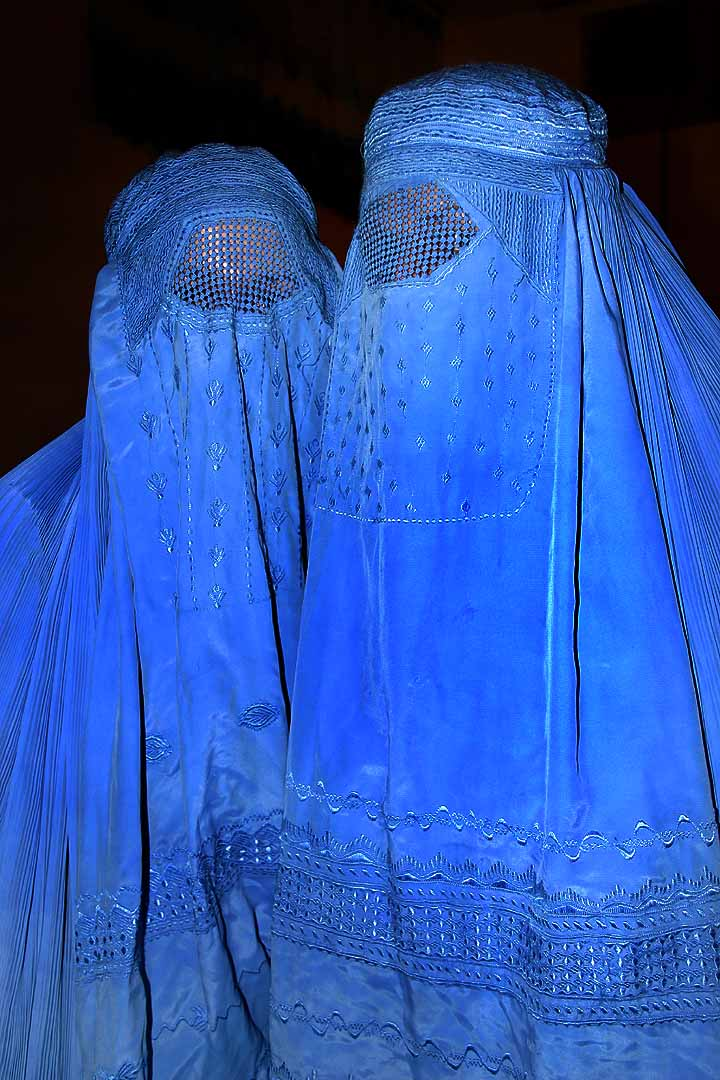
Паранджа афганських жінок

Паранджа́, також бурка — верхній одяг жінок у Середній Азії та на Близькому Сході у вигляді халата з довгими псевдорукавами та волосяною сіткою, що закриває обличчя.

## Історія
Термін паранджа походить від перського фарадж (узбецька вимова параджі, в турецькому варіанті — фередже). Слово фарадж спочатку означало чоловічий широкий верхній одяг, зазвичай із довгими рукавами. У XVI сторіччі халати фарадж носили як чоловіки, так і жінки. Розквіт культури носіння паранджі у народів Середньої Азії припав на кінець XIX — початок XX сторіччя.

## Паранджа і політика

### Франція
Колишній президент Франції Ніколя Саркозі періодично висловлювався про мусульманський одяг; так, 2009 року він сказав таке:

«Ми не можемо допустити, щоб у нашій країні були жінки за сіткою паранджі, відірвані від громадського життя, позбавлені самовизначення. Це не має нічого спільного з тим, як у Французькій республіці розуміють жіночу гідність».

Мусульманський одяг уже опинявся в центрі дискусій у Франції. 2004 року в країні було заборонено носіння хіджабу в державних школах. Мусульманська громада висловилася проти цього рішення. Дійшло навіть до погроз Франції з боку ісламських екстремістських організацій.

### Німеччина
Міністерство внутрішніх справ федеральної землі Гессен у Німеччині заборонило державним службовцям приходити на роботу в паранджі.
«Посадові особи, особливо ті, хто за родом своєї діяльності спілкується з громадянами, не повинні ходити закутаними»

### Бельгія
28 квітня 2011 року бельгійський парламент проголосував за введення заборони на носіння традиційних жіночих мусульманських шат — паранджі та нікаба. Порушникам загрожує штраф до 137 євро, а при повторному порушенні — тиждень в'язниці.

### Данія
1 серпня 2018 року вступив у дію закон, що встановлює заборону на носіння в громадських місцях елементів одягу, що приховують обличчя, зокрема й мусульманські паранджу, чадру і бурку. Порушення цієї заборони штрафується у тисячу данських крон (134 євро), а за порушення закону чотири рази поспіль - 10 тис. крон.

### Інші країни
Заборону на носіння жіночих мусульманських шат планують запровадити парламенти Австрії, Ірландії, Іспанії, Італії, Нідерландів і Швейцарії.
- У вересні 2013 року жителі кантону Тічино, стали першими в Швейцарії, які проголосували за заборону на носіння паранджі та нікаба в громадських місцях. На користь цієї заборони висловилося близько 65 % учасників кантонального референдум[4].